# أمينة رشيد (كاتبة)
أمينة إبراهيم رشيد (1938 - 2021)، أستاذة جامعية ومترجمة وناقدة مصرية.

## النشأة والتعليم
ولدت في القاهرة سنة 1938، ونشأت في بيت يتحدّث الفرنسية، حيث تعلّمت العربية لغةً أجنبية، وتفتح وعيها الاجتماعي والسياسي مبكرا على التناقض الصارخ بين القصر الذي تعيش فيه وأكواخ الفقراء المحيطة به، في ظل عائلة أرستقراطية استوعبت جدها إسماعيل صدقي باشا، رئيس الوزراء في النصف الثّاني من الأربعينيات، وابن خالة والدتها محمد سيد أحمد المثقف اليساري سليل الأغنياء الذي قضى حياته مدافعاً عن قضايا الفقراء.
تخرجت في قسم اللغة الفرنسية بكلية الآداب جامعة القاهرة سنة 1958م, ثم نالت سنة 1962م بعثة للحصول علي درجة الدكتوراه من جامعة السوربون، وعملت بين سنتي 1970م و1978م باحثة في المركز القومي للبحث العلمي في فرنسا، لكنها تخلت عن هذا المنصب الرفيع وعادت إلى مصر.
شهدت سنة 1968 ثورة مايو الطلابية في باريس، وتم اعتقالها في سبتمبر 1981 مع لطيفة الزيات وشاهندة مقلد وصافي ناز كاظم وآلاف المعارضين لسياسة الرئيس محمد أنور السادات. شاركت في مظاهرات دعم مقاومة الشعب الفلسطيني، وفي تأسيس لجنة الدفاع عن الثقافة القومية والمجموعة المصرية لمناهضة العولمة وحركة 9 مارس لاستقلال الجامعات.  تعمل حاليا أستاذا للأدب المقارن في كلية الآداب بجامعة القاهرة.

## التكريم
نالت أمينة رشيد تقديرالأوساط العلمية والثقافية في مصر وخارجها، وتم الاحتفاء بمسيرة حياتها الحافلة عبر وسائل مختلفة، منها كتاب بعنوان إلى أمينة رشيد صدر سنة 2010 عن «دار العين» بثلاث لغات، العربية والفرنسية والإنجليزية، جمع وتقديم رندة صبري ورانيا فتحي. اختارتها المخرجة تهاني راشد لتكون إحدى شخصيات فيلمها التسجيلي أربع نساء من مصر، وظهرت فيه أمينة رشيد التي يعرفها الجميع مثالا للمثقفة الملتزمة بقضايا المجتمع والقيم الإنسانية الكبرى.

## أعمال مؤلفة
- قصة الأدب الفرنسي، دار شرقيات للنشر والتوزيع، القاهرة، 1996.
- تشظى الزمن في الرواية الحديثة، ط1 الهيئة المصرية العامة للكتاب، القاهرة، 1998.
- الأدب المقارن والدراسات المعاصرة لنظرية الأدب، الهيئة المصرية العامة للكتاب، القاهرة، 2011.

## أعمال مترجمة
- الأيديولوجيا: وثائق في الأصول، ميشيل فاديه, ترجمة أمينة رشيد وسيد البحراوي، ط1 دار التنوير، بيروت، 1982.
- المكان، رواية، آني إرنو، ترجمة أمينة رشيد وسيد البحراوي، دار شرقيات، القاهرة، 1994.
- الأشياء، رواية، جورج بيريك، ترجمة أمينة رشيد وسيد البحراوي، 2001.
- النقد الاجتماعي نحو علم اجتماع للنص الأدبي، بيير زيما، ترجمة عايدة لطفي، مراجعة أمينة رشيد وسيد البحراوي، ط1 دار الفكر للدراسات والنشر والتوزيع، القاهرة، 1991.

## دراسات ومراجعات
- ملاحظات حول مفهوم الثقافة القومية، المواجهة: كتاب غير دوري يصدر عن لجنة الدفاع عن الثقافة القومية، الكتاب الثاني، فبراير 1984.
- علاقة جديدة بين الذات والآخر أم إعادة تبعيتها للآخر، مجلة العربي، عدد أكتوبر 2001، الكويت.
- المفارقة الروائية والزمن التاريخي، مجلة فصول، العدد الرابع شتاء 1993، الهيئة المصرية  العامة للكتاب، القاهرة.
- كتاب وينيفرد وودهل: كتابات عبر مغاربية (النسوية ما بعد الاستيطان، الآداب)، نور- دار المرأة العربية، نشرة فصلية متخصصة بمراجعة وتقديم كتب المرأة العربية، ربيع 1996.

## وصلات خارجية
- أمينة رشيد على موقع أرشيف الشارخ.
- أمينة رشيد
- أمينة رشيد.. امرأة من مصر[وصلة مكسورة]
- أمينة رشيد: حفيدة الباشا.. ماركسيّة مع سبق الإصرار
- بين الحلم والإحباط
- دييجو وفريدا «الثورة.. الفن.. الحياة»